# رابطة الملحدين العسكرية
رابطة الملحدين العسكرية (بالروسية: Союз воинствующих безбожников)‏ أو مجتمع الملحدين (بالروسية: Общество безбожников)‏ أو اتحاد الملحدين (بالروسية: Союз безбожников)‏، كانت منظمة إلحادية ظهرت في الاتحاد السوفيتي بتأثير من الآراء الأيديولوجية والثقافية والسياسية للحزب الشيوعي السوفيتي في الفترة من 1925 إلى 1947. وتألفت من أعضاء الحزب، وأعضاء حركة شباب المناوي..ج كمسمول، والعمال والعسكريين القدامى.